# Siegfried Arno
Sigfried Arno (27 de diciembre de 1895-17 de agosto de 1975) fue un actor teatral y cinematográfico, cantante y bailarín alemán, cuya trayectoria artística se desarrolló en gran parte en los Estados Unidos.

## Biografía
Su verdadero nombre era Siegfried Aron, y nació en Hamburgo, Alemania. Arno se formó en la Talmud Thora Realschule de Hamburgo, y luego completó un aprendizaje como diseñador de moda en la Universidad de bellas Artes de dicha ciudad. Obtuvo sus primeros papeles teatrales en el Harburger Theater y en la öpera de Hamburgo. Tras la Primera Guerra Mundial, Arno trabajó en Hamburgo, Praga y, a partir de 1921, en Berlín. Ese mismo año debutó en el cine con el film Die rote Katze. Mediada la década de 1920, Arno ya se había confirmado como actor cinematográfico, participando principalmente en comedias, trabajando en ocasiones junto a su hermano menor, Bruno Arno. 
Arno, alto, delgado y con una pronunciada nariz, también formó en varias ocasiones dúo cómico con el corpulento Kurt Gerron. 
Con la llegada del cine sonoro en los años 1930, Arno dio el salto al estrellato protagonizando diferentes comedias,  entre ellas Die vom Rummelplatz, Moritz macht sein Glück, Der Storch streikt, Ein ausgekochter Junge, Keine Feier ohne Meyer, Um eine Nasenlänge y Der schönste Mann im Staate. Gracias a ello, Arno fue considerado el „Chaplin alemán“.
En 1933, con la llegada de Hitler al poder, decidió abandonar Alemania, trabajando a partir de entonces en cabarets y teatros de Holanda, Bélgica, Suiza, Italia, España y Portugal. En 1939 llegó finalmente a los Estados Unidos, donde fue empleado como actor de reparto trabajando en filmes como The Hunchback of Notre Dame (1939), El gran dictador (1940), Hellzapoppin’ (1941) y Pardon My Sarong (1942). Su papel más famoso en Hollywood fue probablemente el de Toto, antiguo amante de Mary Astor, en el film de Preston Sturges Un marido rico (1942). 
Arno también fue dibujante y como retratista, y actuó en el circuito de Broadway en tres ocasiones, destacando su participación en el musical Song of Norway y en la obra Time Remembered, de Jean Anouilh, por la cual fue nominado al Premio Tony en 1958.
En 1956, Arno fue llevado por Marcel Prawy a Viena, donde actuó en el Volksoper en el musical Wonderful Town, de Leonard Bernstein, actuando junto a Bruce Low y Olive Moorefield. Sus interpretaciones le llevaron a la República Federal de Alemania, donde en 1966 fue premiado con la película de oro del Deutscher Filmpreis por su trayectoria artística. 
Siegfried Arno falleció en Woodland Hills, California, en 1975, a causa de una enfermedad de Parkinson. Sus restos fueron incinerados, y las cenizas esparcidas en el mar. Desde 
1922 a 1932 había estado casado con la actriz Lia Dahms; desde 1934 a 1953 con Barbara Kiranoff, y a partir de 1953 con la actriz austriaca Kitty Mattern. Su hijo Peter (nacido en 1926) fue escenógrafo.

## Premios
- 1966 : Deutscher Filmpreis. Película de oro por su trayectoria artística.

## Filmografía
- 1921 : Die rote Katze
- 1924 : Barfüßele. Ein Schwarzwaldidyll
- 1925 : Die Frau von vierzig Jahren
- 1925 : Die vertauschte Braut
- 1925 : Die Frau für 24 Stunden
- 1925 : Vorderhaus und Hinterhaus
- 1925 : Der Hahn im Korb
- 1926 : Manon Lescaut
- 1926 : Der Stolz der Kompagni
- 1926 : Nanette macht alles
- 1926 : Der dumme August des Zirkus Romanelli
- 1926 : Der Provinzonkel
- 1926 : Die dritte Eskadrom
- 1926 : Annemarie und ihr Ulan
- 1926 : Der Soldat der Marie
- 1926 : Das Panzergewölbe
- 1926 : In der Herimat, da gibt’s ein Wiedersehn!
- 1926 : Der Sohn des Hannibal
- 1926 : Schatz, mach’ Kasse
- 1926 : Die Villa im Tiergarten
- 1926 : Vater werden ist nicht schwer
- 1926 : Wenn der junge Wein blüht
- 1927 : Der Mann mit der falschen Banknote
- 1927 : Lützows wilde, verwegene Jagd
- 1927 : Die Achtzehnjährigen
- 1927 : Üb’ immer Treu und Redlichkeit
- 1927 : Ein schwerer Fall
- 1927 : Leichte Kavallerie
- 1927 : Der große Unbekannte
- 1927 : Der Mann ohne Kopf
- 1927 : Die Dollarprinzessin und ihre sechs Freier
- 1927 : Die Liebe der Jeanne Ney
- 1927 : 1 + 1 = 3
- 1927 : Eine kleine Freundin braucht jeder Man
- 1927 : Familientag im Hause Prellstein
- 1927 : Dr. Bessels Verwandlung
- 1927 : Herkules Maier
- 1927 : Fürst oder Clown
- 1928 : Tragödie im Zirkus Royal
- 1928 : Die Dame und ihr Chauffeur
- 1928 : Looping the Loop / Die Todesschleife
- 1928 : Der Ladenprinz
- 1928 : Gaunerliebchen
- 1928 : In Werder blühen die Bäume / Helle Jungs
- 1928 : Polnische Wirtschaft
- 1928 : G’schichten aus dem Wiener Wald
- 1928 : Das letzte Souper. Der Schuß in der großen Oper
- 1928 : Moderne Piraten
- 1928 : Serenissimus, der Vielgeliebte, und die letzte Jungfrau
- 1928 : Unmoral
- 1928 : Ihr dunkler Punkt
- 1928 : Spelunke
- 1929 : Wir halten fest und treu zusammen
- 1929 : Die Büchse der Pandora
- 1929 : Sigi, der eilige Bräutigam (corto)
- 1929 : Aufruhr im Junggesellenheim
- 1929 : Das verschwundene Testament
- 1929 : Jenseits der Straße
- 1929 : Tagebuch einer Verlorenen
- 1929 : Alte Kleider (corto)
- 1929 : Das Mädel mit der Peitsche
- 1929 : Die Kaviarprinzessin
- 1929 : Freiheit in Fesseln / Bewährungsfrist
- 1930 : Der Witwenball
- 1930 : Und so ein Glück kannst du nur haben (corto)
- 1930 : Wien, du Stadt der Lieder
- 1930 : Heute Nacht – eventuell…!
- 1930 : Zapfenstreich am Rhein
- 1930 : Im Kampf mit der Unterwelt / Ich träum vom ersten Kuß
- 1930 : Die vom Rummelplatz
- 1930 : Eine Freundin so goldig wie Du
- 1930 : Moritz macht sein glück. Meier & Co.
- 1931 : Schuberts Frühlingstraum
- 1931 : Schachmatt
- 1931 : Die große Attraktion
- 1931 : Der Stumme von Portici (corto)
- 1931 : Das Geheimnis der roten Katze
- 1931 : Kabaretts-Programm Nr. 1 (corto)
- 1931 : Kabaretts-Programm Nr. 2 (corto)
- 1931 : Um eine Nasenlänge
- 1931 : Der Storch streikt. Siegfried der Matrose
- 1931 : Schützenfest in Schilda
- 1931 : Ein ausgekochter Junge
- 1931 : Keine Feier ohne Meyer
- 1931 : Die Nacht ohne Pause
- 1931 : Der schönste Mann im Staate
- 1934 : Gado Bravo
- 1936 : La gloire du régiment (director)
- 1939 : Bridal Suite
- 1939 : The Star Maker
- 1939 : The Hunchback of Notre Dame
- 1940 : The Mummy’s Hand
- 1940 : Diamond Frontier
- 1940 : A Little Bit of Heaven
- 1940 : Dark Streets of Cairo
- 1940 : El gran dictador
- 1941 : This Thing Called Love
- 1941 : Passport to Heaven
- 1941 : Raiders of the Desert
- 1941 : The Gambling Daughters
- 1941 : It Started with Eve
- 1941 : Two Latins From Manhattan
- 1941 : New Wine
- 1941 : The Chocolate Soldier
- 1941 : Hellzapoppin’
- 1942 : Two Yanks in Trinidad
- 1942 : Juke Box Jenny
- 1942 : I Married an Angel
- 1942 : Pardon My Sarong
- 1942 : Tales of Manhattan
- 1942 : Un marido rico
- 1942 : The Devil with Hitler
- 1943 : The Crystal Ball
- 1943 : Let’s Have Fun
- 1943 : Du Barry Was a Lady
- 1943 : Taxi, Mister
- 1943 : Passport to Suez
- 1943 : Larceny with Music
- 1943 : His Butler’s Sister
- 1943 : Thousands Cheer
- 1944 : Standing Room Only
- 1944 : Up in Arms
- 1944 : Showboat Serenade
- 1944 : And the Angels Sing
- 1944 : Song of the Open Road
- 1945 : I Was a Criminal
- 1945 : Bring on the Girls
- 1945 : Canción inolvidable
- 1945 : Roughely Speaking
- 1946 : One More Tomorrow
- 1949 : Holyday in Havanna
- 1949 : The Great Lover
- 1950 : Nancy Goes to Rio
- 1950 : Duchess of Idaho
- 1950 : The Toast of New Orleans!
- 1951 : On Moonlight Bay
- 1952 : Rebound: episodio The Wedding (serie TV)
- 1952 : Diplomatic Courier
- 1952–1954 : My Friend Irma (serie TV)
- 1953 : Fast Company
- 1953 : The Great Diamond Robbery
- 1955 : December Bride (serie TV)
- 1956 : Producers' Showcase: episodio Rosalinda (serie TV)
- 1962 : Wieder zurück: Siegfried Arno (show TV)